# أختتر
أختتر هي قرية في مقاطعة بوكان، إيران. يقدر عدد سكانها بـ 287 نسمة بحسب إحصاء 2016.